# Mottier
 Mottier  es una población y comuna francesa, en la región de Ródano-Alpes, departamento de Isère, en el distrito de Vienne y cantón de La Côte-Saint-André.

## Demografía
| 385 | 362 | 357 | 414 | 468 | 511 |
| Para los censos de 1962 a 1999 la población legal corresponde a la población sin duplicidades (Fuente: INSEE [Consultar]) |     |     |     |     |     |